# Elektronický displej
Elektronický displej je výstupním zařízením pro prezentaci informace ve vizuální nebo dotykové/hmatové formě, kde vstupní informace má formu elektrického signálu. E-displeje patří do široké skupiny elektronických zobrazovacích zařízení, jejichž problematiku řeší normalizační komise IEC TC 110 a která zahrnuje související komponenty, ustálené termíny, definice a písmenné symboly, základní parametry příslušných displejů, metody jejich měření, podrobné specifikace pro zajišťování kvality, pro metody testování a spolehlivost.

## Aktuální typy e-displejů
V současné době jsou vyvíjeny a vyráběny např.:
- 3D displej
- Ohebné displeje (Displeje ohebné pro koncového uživatele)
- Dotykové a interaktivní displeje
- Laserové displeje
- Displeje typu brýle (eyewear displays)

## Další typy e-displejů
- Dotyková obrazovka (touchscreen) je elektronický vizuální displej, který dokáže detekovat přítomnost a místo doteku na zobrazovací ploše.
- Dotykový/hmatový elektronický displej (tactile electronic display) je druh displeje, který prezentuje informaci vnímanou hmatem. Je vhodný pro komunikaci a rozpoznávání objektů pro osoby se zrakovým postižením; vyžaduje se aktivní dotyk.
- Plazmový zobrazovací panel je zobrazovací zařízení, ve kterém elektrické buzení vytváří elektrické výboje v plynu.
- Displeje plošné (Flat panel technology displays) se liší od vakuových obrazovek zejména hloubkou displeje a rovinností zobrazovací plochy.
- Displeje segmentové (segment displays) zobrazují pouze číslice nebo abecedně číslicové znaky. které sestávají z několika segmentů. Jeden segment odpovídá např. jedné diodě LED nebo OLED.
- Displeje LED (LED displays) jsou složené z jedné diody LED (stavové indikátory), z více samostatných /segmentových diod LED (jednoduché textové/segmentové displeje) a z matice adresovatelných diod LED.
- Brýle aktivní (active glasses) jsou brýle, jejichž levá a pravá „čočka“ mění své optické charakteristiky synchronně se zobrazovanou posloupností obrazů na stereoskopickém displeji

## Příklady e-displejů

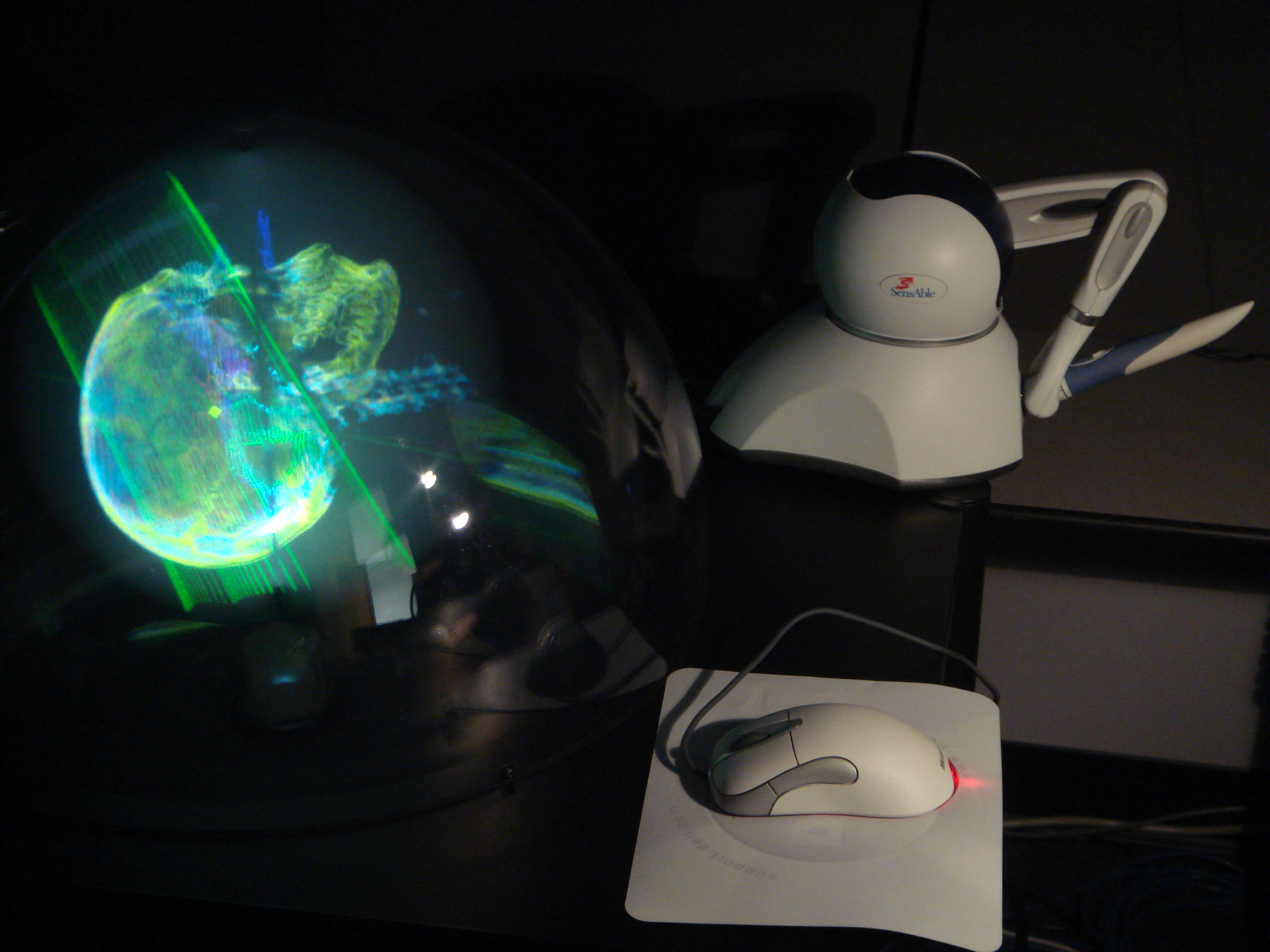
3D displej
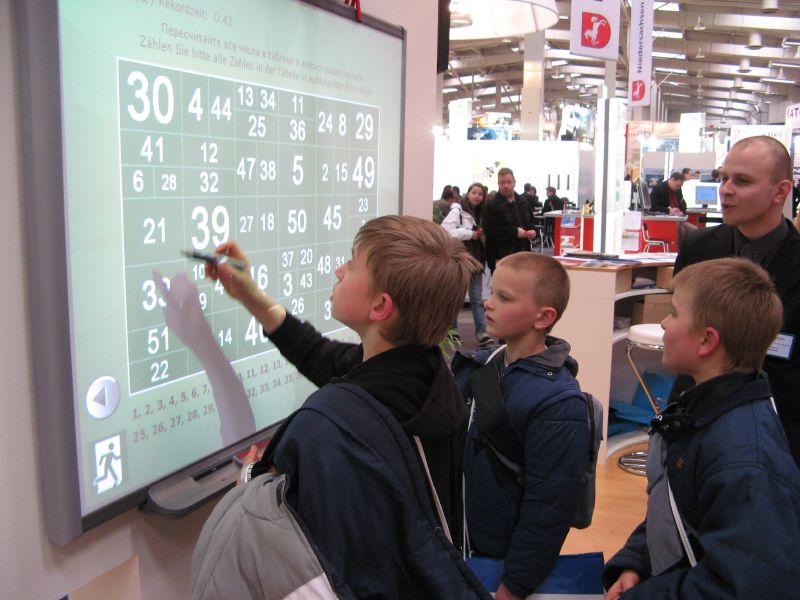
Interaktivní displej
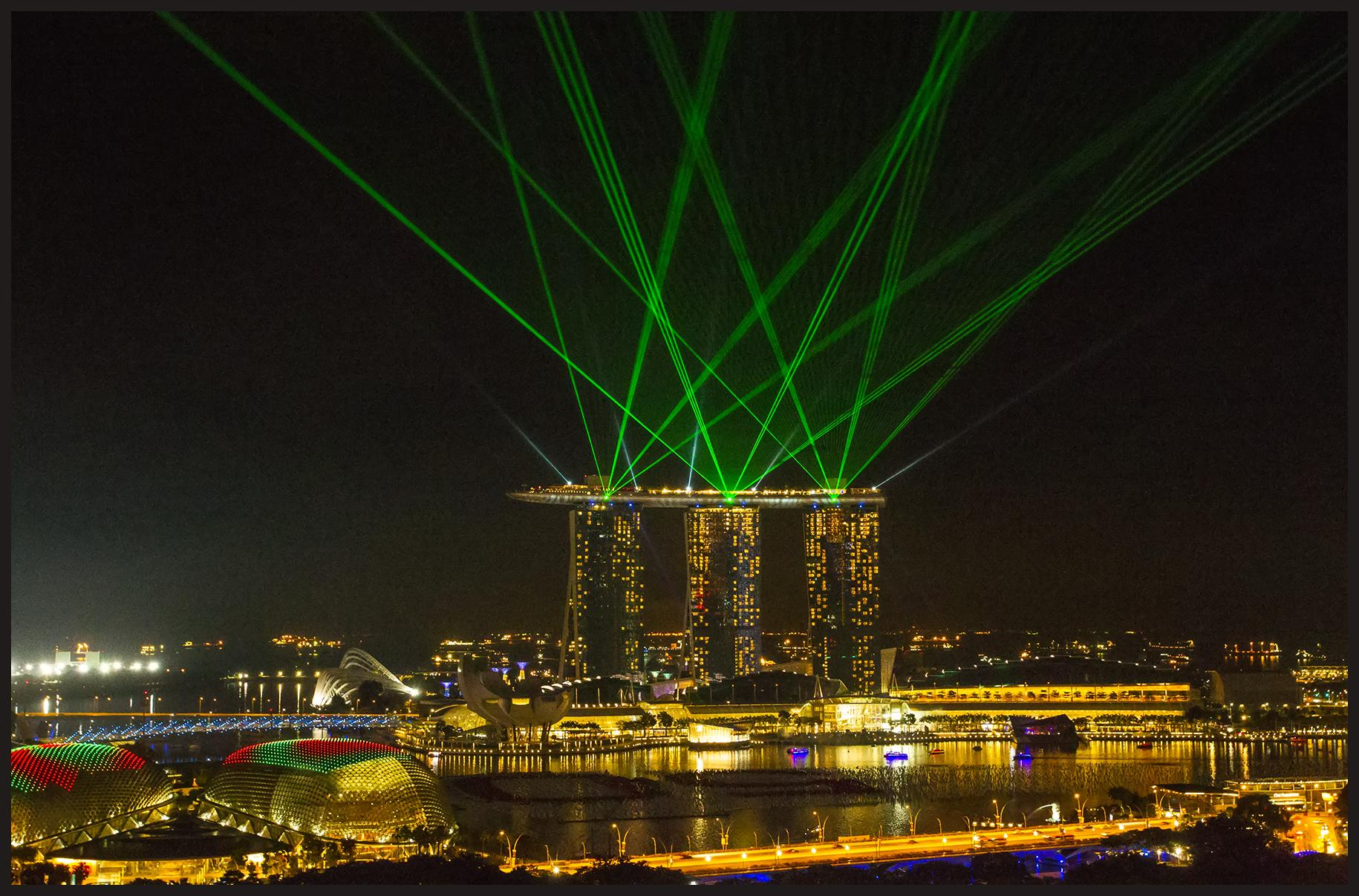
Laserová projekční show
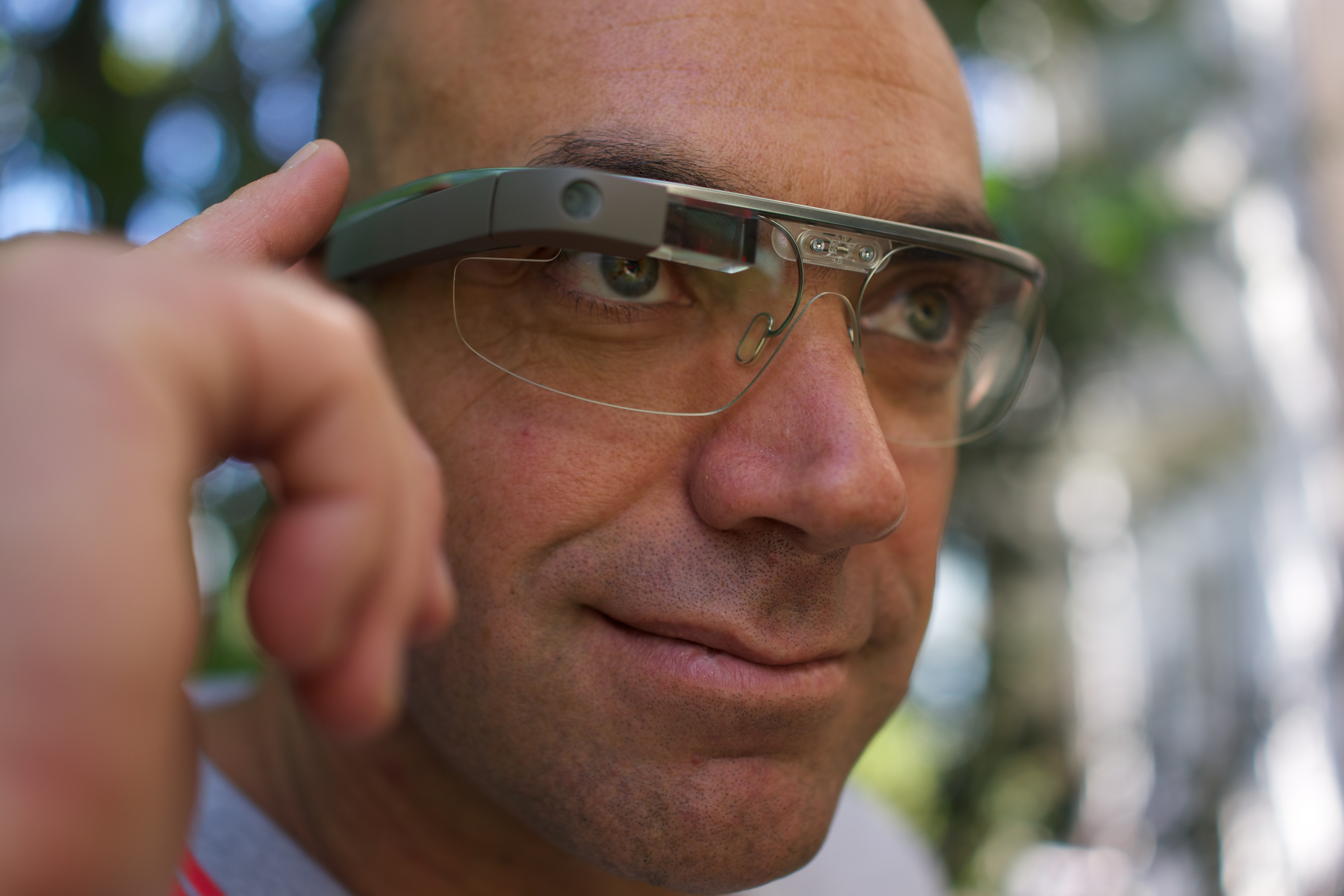
Chytré brýle Google pro "rozšířenou" realitu
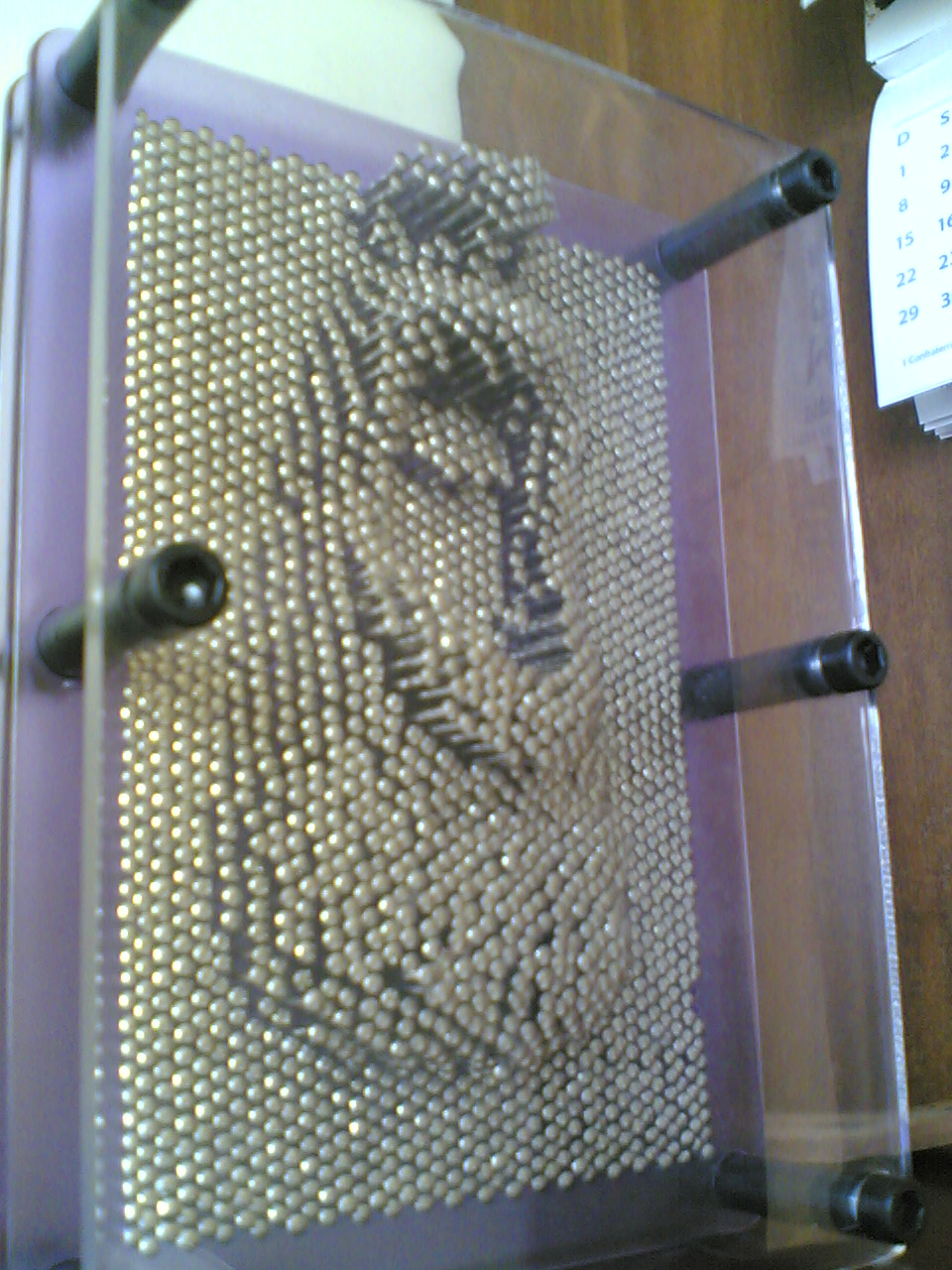
Displej pro dotykové/hmatové vnímání; spodní část tváře